# Битва при Кустоці (1848)
Битва під Кустоцею (1848) (італ. Battaglia di Custoza, нім. Schlacht bei Custozza) — битва, яка відбулась 24 липня — 25 липня 1848 року між військами Сардинського королівства під командуванням короля Карла Альберта та Австрійської імперії під командуванням фельдмаршала Йозефа Радецького під час Австро-італійської війни 1848—1849 років, яку в Італії називають «першою війною за незалежність».

## Передумови

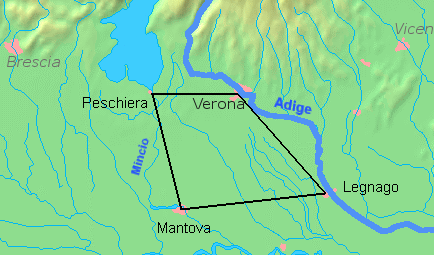
Чотирикутник фортець

У березні 1848 року Мілан повстав проти австрійської окупації. Карл Альберт підтримав повстання й оголосив війну Австрії. Венеція також заявила про свою незалежність від Австрії. Австрійський фельдмаршал Радецький відвів свої війська з Мілана на оборонні позиції, що складались із чотирьох фортець, відомих як чотирикутник: Верона, Мантуя, Песк'єра, і Леньяго. П'емонтці після нетривалої облоги взяли Песк'єру, але Радецький отримав істотне підкріплення.

## Битва
У липні Карл Альберт та його армія перетнула річку Мінчо з наміром зайняти стратегічні пагорби біля міста Кустоца. Радецький відповів рішучим контрнаступом. У дводенному бою після запеклої боротьби він завдав важкої поразки П'ємонту. Обидві сторони зазнали важких втрат — кожна армія втратила більшу частину своїх військ.

## Наслідки
Перемога Радецького призвела до відступу п'ємонтців із Ломбардії і змусила їх підписати мирний договір з австрійцями. Коли війна відновилась у березні 1849 року, Радецький переміг у битві від Новарою, в результаті чого Карл Альберт зрікся престолу на користь свого сина, Віктора Емануїла. До серпня Радецький відновив владу австрійців у всіх італійських провінціях.